# Kobus megaceros
Kobus megaceros, conhecido popularmente como cobo-do-nilo, é uma espécie de antílope da família Bovidae. Pode ser encontrada no vale do Nilo Branco, no Sudão do Sul e na Etiópia.